# Jennifer Quinn
Pour les articles homonymes, voir Quinn.
Jennifer J. (Massey) Quinn est une mathématicienne américaine spécialisée en combinatoire. Elle est professeure de mathématiques à l'Université de Washington à Tacoma (en) et siège au conseil des gouverneurs de la Mathematical Association of America. De 2004 à 2008, elle a été co-rédactrice en chef de Math Horizons (en).

## Formation et carrière
Elle a étudié au Williams College en 1985 et a obtenu son diplôme de maîtrise de l'Université de l'Illinois à Chicago. Elle a obtenu son doctorat à l'Université du Wisconsin à Madison en 1993,. Sa thèse, intitulée Colorings and Cycle Packings in Graphs and Digraphs, a été supervisée par Richard Anthony Brualdi.
Elle a enseigné à l'Occidental College jusqu'en 2005, date à laquelle elle a quitté son poste de professeur titulaire et de directrice de département pour s'installer avec son mari, le biologiste Mark Martin, à Washington. Elle est devenue chargée de cours à temps partiel et directrice exécutive de l'Association for Women in Mathematics jusqu'à ce qu'elle occupe un poste de professeur à Tacoma en 2007.

## Prix et distinctions
Quinn a remporté un prix d'enseignement distingué décerné par la Mathematical Association of America en 2001 et le prix Deborah et Franklin Tepper Haimo pour l'enseignement distingué des mathématiques en 2007,.  
Le livre de Quinn co-écrit avec Arthur T. Benjamin, Proofs that Really Count: The Art of Combinatorial Proof (2003), a remporté le prix Choice (en) du livre universitaire exceptionnel (Outstanding Academic Title (en)) de l'American Library Association et le prix du livre Beckenbach de la Mathematical Association of America.
En 2018, Quinn est élue membre du conseil d'administration de la Mathematical Association of America. 